# DECCA

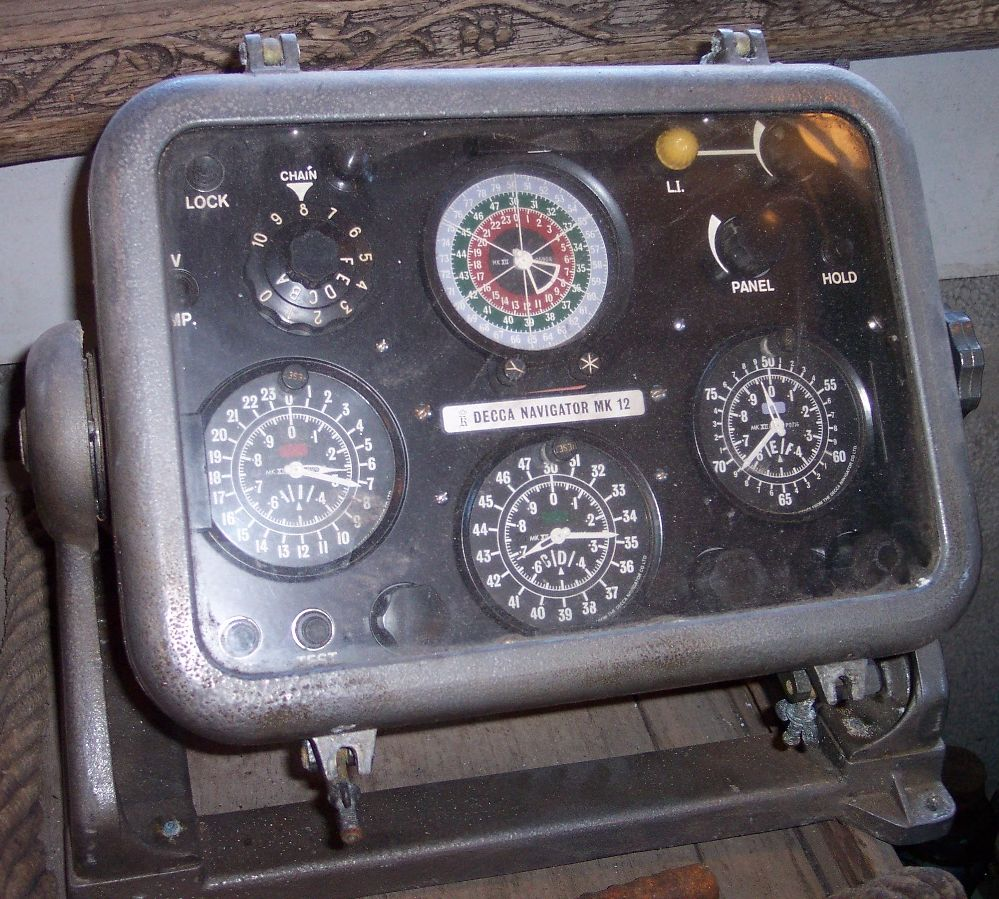
Decca Navigator Mk 12

DECCA was een hyperbolisch navigatiesysteem dat werkte op basis van radiogolven in het middenfrequent gebied. Het systeem werd gebruikt voor kustnavigatie in de scheepvaart.
DECCA is ontwikkeld door "Decca Radio and Television Ltd." in Groot-Brittannië, en in gebruik genomen aan het einde van de Tweede Wereldoorlog, vlak voor D-Day. Sindsdien is het onder andere geïntroduceerd in Australië, Canada, en de kust van West-Europa. Sinds de invoering van GPS is het systeem achterhaald. In 2000 is het buiten gebruik gesteld

## Principe
Net zoals LORAN maakt DECCA gebruik van de eigenschap van een hyperbool. Voor alle punten op een hyperbool geldt dat het verschil in afstand tot zijn twee brandpunten constant is. Wanneer op beide brandpunten een zender is geplaatst en beide zenders zenden hun signaal in fase uit, kan de ontvanger op basis van het gemeten faseverschil een afstandsverschil berekenen, dat weer correspondeert met een bepaalde hyperbool. Hierbij moet wel in acht genomen worden dat het faseverschil alleen maar in waarden tussen 0 en 360 graden gemeten kan worden, terwijl het in werkelijkheid een veelvoud van 360 graden meer kan zijn. Daarom is het nodig dat de gebruiker van het systeem weet waar hij zich ongeveer bevindt
Met het gebruik van een derde zender kan er samen met een van de twee andere zenders nog een hyperbool worden berekend. Het snijpunt van beide hyperbolen levert de positie van de ontvanger. De nauwkeurigheid van het systeem varieert van ongeveer 5 meter tot 2000 meter. Dit hangt af van de positie van de ontvanger ten opzichte van de drie zenders.

## Zenders
Voor het systeem zijn drie zenders nodig, die samen een keten vormen. Vaak wordt hieraan nog een 4e zender toegevoegd, om de nauwkeurigheid te vergroten. De nauwkeurigheid hangt namelijk sterk samen met de positie van de ontvanger ten opzichte van de zenders. Een van de zenders is de master. Deze wordt bij alle metingen gebruikt. De andere zenders, de slave-zenders genaamd, worden steeds gebruikt in combinatie met de master. Hoewel de zenders hun signaal in fase uitzenden, moeten zij wel verschillende frequenties gebruiken, om afzonderlijk van elkaar ontvangen te kunnen worden. Daarom wordt de basisfreqentie in iedere zender met een geheel getal vermenigvuldigd.

## Ontvangers
In de begintijd bestonden er nog geen ontvangers die de ontvangen informatie digitaal konden verwerken (met als resultaat de coördinaten van de huidige positie). De ontvangers waren uitgerust met een analoge meter voor iedere master-slavecombinatie (dus 3 in getal). De ontvanger werd gebruikt in combinatie met speciale kaarten, waarop hyperbolen getekend zijn in een bepaalde kleur (rood, groen en paars). De slave-zenders worden daarom ook wel met hun kleur aangeduid. De uitslag van iedere meter correspondeerde steeds met een gebied tussen twee getekende hyperbolen.
De onderstaande afbeelding toont een kaart met hierop enkele rode en groene hyperbolen van de zogenaamde E2-keten die bestemd is voor navigatie in de buurt van de Europoort. De rechte lijn representeert het speciale geval waarin het afstandsverschil naar de zenders gelijk is aan 0 (deze is ook voor de paarse zender getekend). De ontvanger werkt het nauwkeurigst in de buurt van deze lijn. Te zien is dat het snijpunt van de groene 0-lijn en de rode 0-lijn vrijwel gelijk ligt met de monding van de Europoort. De andere hyperbolen representeren een hyperbool waarvoor het afstandsverschil een veelvoud is van de gebruikte golflengte.

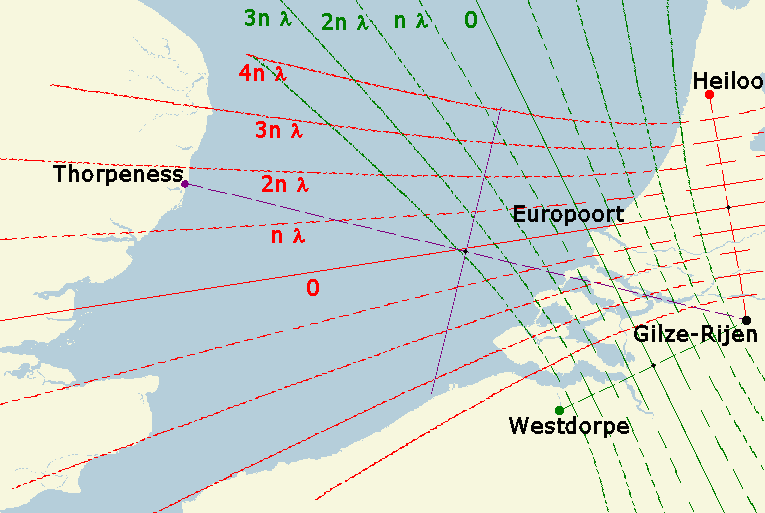
E2-keten Europoort

De basisfrequentie van het systeem ligt ongeveer op 14,2 kHz (deze verschilt per keten). Dit geeft de volgende frequenties voor de zenders:
- Master: 6 maal de basisfrequentie (85,2 kHz)
- Rode slave: 8 maal de basisfrequentie (113,6 kHz)
- Groene slave: 9 maal de basisfrequentie (127,8 kHz)
- Paarse slave: 5 maal de basisfrequentie (71 kHz)

In het blokschema is te zien dat de ontvanger een filter heeft voor iedere gebruikte frequentie (voor een bepaalde keten). In plaats van de ontvangen signalen terug te voeren naar de basisfrequentie, wordt per master-slavepaar gebruikgemaakt van het kleinste gemene veelvoud van de betrokken frequenties. Voor de paarse zender komt dit neer op 30 maal de basisfrequentie. Deze frequentie van 520 kHz komt overeen met een golflengte van ongeveer 700 meter. Uit de beide vermenigvuldigde signalen wordt het faseverschil bepaald.
Wanneer men zich precies tussen de twee zenders zou bevinden, betekent dit, dat de afstand tussen de hyperbolen met een faseverschil van 0 graden, 350 meter is. Dit geeft een goede indicatie van de nauwkeurigheid van het systeem (de analoge ontvangers hadden een nauwkeurigheid van ongeveer 4 graden). In de praktijk ligt dit punt overigens vaak boven land. Maar ook in de buurt van de 0-lijn is de nauwkeurigheid van het systeem zeer acceptabel.

## Nederland
In Nederland stonden zenders die behoren tot twee verschillende ketens.
Keten Friese eilanden:
| Master       | Finsterwolde (Nederland) | 85,720 kHz  | 53,200°N, 07,100° E |
| Rode slave   | Hoejer (Denemarken)      | 114,293 kHz | 55,017°N, 08,717° E |
| Groene slave | Heiloo (Nederland)       | 128,580 kHz | 52,600°N, 04,733° E |
| Paarse slave | Zeven (Duitsland)        | 71,433 kHz  | 53,283°N, 09,267° E |

Keten 2E (zie afbeelding)
| Master       | Gilze-Rijen (Nederland) | 84,550 kHz  | 51,617°N 04,917° E |
| Rode slave   | Heiloo (Nederland)      | 112,733 kHz | 52,583°N 04,733° E |
| Groene slave | Westdorpe (Nederland)   | 126,825 kHz | 51,233°N 03,833° E |
| Paarse slave | Thorpeness (Engeland)   | 70,458 kHz  | 52,100°N 01,370° E |